# Àgora (programa de televisión)
Àgora fue un programa de televisión catalán de análisis y debate político, emitido por Televisió de Catalunya entre 1999 y 2013.
Comenzó su emisión en 1999 a través del canal autonómico público Canal 33, presentado por Josep Puigbó. A partir de 2002 lo presentó Ramon Rovira y desde 2007 y durante los dos siguientes años fue conducido por Xavi Coral. Más tarde, en 2009, pasó a ser trasmitido por la emisora principal del grupo audiovisual, TV3, y presentado por Xavier Bosch, con la incorporación de nuevos géneros como la entrevista, hasta el fin del programa, el 8 de julio de 2013.
Cuando se inició en TV3, obtuvo un 6,6 % de cuota de pantalla. En su última temporada, la más exitosa, acogió a 193.000 espectadores de media y un share del 8,0 %.